# Спортивная ходьба на 35 километров
Ходьба́ на 35 киломе́тров — дисциплина, относящаяся к спортивной ходьбе, в рамках легкоатлетической программы. Требует от спортсменов выносливости и тактического мышления. После Олимпиады в Токио  во всех крупных международных стартах для мужчин и для женщин ходьба на 35 км заменила ходьбу на 50 км и входит в программу официальных соревнований IAAF.
Данная дисциплина относится к числу наиболее сложных, предъявляющих высокие требования к моральным и физическим качествам, выносливости спортсмена.

## Правила
Дистанция 35 км стартует на стадионе, затем спортсмены выходят на шоссе и финишируют снова на стадионе. Основная ошибка, фиксируемая судьями — нарушение стиля ходьбы, обнаружение фазы полёта, когда обе ноги отрываются от земли.